# Frikendt
Frikendt er en dansk debatfilm fra 1978, der er instrueret af Ole Askman efter manuskript af ham selv og Carsten Fälling.

## Handling
Poul Jørgensen er værkfører og har som sådan ansvaret for, at sikkerhedsbestemmelserne overholdes. Det siger den nye arbejdsmiljølov. Og alt skulle da også være i orden, da han sætter to arbejdere til på overtid at reparere en kemikalie-tankvogn. En af dem dør af en forgiftning, og Poul Jørgensen må i retten. Han frikendes, men tvivlen er tilbage - både hos Poul Jørgensen og på arbejdspladsen. Risikofyldt arbejde skal ikke udføres på overtid, og burde han ikke være blevet frem for at tage hjem.
Arbejdslederen er manden i midten. Manden, der står med det store ansvar for sikkerhed og sundhed fra såvel arbejderes som arbejdsgivers side. Det giver spændinger - specielt da ulykken sker, og ansvaret skal placeres. En frifindelse er ikke nok til at lette arbejdslederens spændte situation. Det påvirker ham naturligvis også, at familien ikke har forståelse for hans arbejdsmæssige problemer. Han er presset i såvel arbejde som privatliv. For arbejdslederen i filmen er domstolens frifindelse ikke tilstrækkelig. Usikkerheden over ansvaret har slået rod og forpestet hans tilværelse.

## Medvirkende
- Frits Helmuth - Poul Jørgensen, arbejdsleder
- Lars Knutzon - Arbejdernes formand
- Morten Suurballe
- Kate Mundt - Enke efter forulykket arbejdsmand
- Karen Margrethe Bjerre
- Tage Axelson
- Mogens Hermansen
- Preben Kørning
- Erik Kühnau
- Henrik Larsen
- John Larsen
- Ruddy Nyegaard
- Holger Perfort
- André Sallyman